# Anna Maria Silfverstråle
Anna Maria Silfverstråle, född 15 april 1797 på Grängshammar, Silvbergs socken, Kopparbergs län, död 24 oktober 1867 i Stockholm, var en svensk målare.
Hon var dotter till majoren Carl Silfverstråle och Beata Charlotta Rosenborg samt brorsdotter till Gustaf Silfverstråhle. Hon var huvudsakligen verksam som porträttmålare i akvarell. Bland annat utförde hon ett litet porträtt av friherrinnan Beata Aurora Gyllenhaal.